# Une blonde comme ça
Pour plus de détails, voir Fiche technique et Distribution.
Une blonde comme ça (ou aussi Miss Shumway jette un sort) est un film franco-argentin réalisé par Jean Jabely, sorti en 1962.

## Fiche technique
- Titre : Une blonde comme ça ou Miss Shumway jette un sort
- Réalisation : Jean Jabely
- Scénario : Félicien Marceau et Jacques Robert d'après le roman Miss Shumway jette un sort de James Hadley Chase
- Photographie : Marcel Grignon
- Musique : Norbert Glanzberg
- Production : Leo Kanaf et Robert Woog
- Pays d'origine :  France,  Argentine
- Format : Couleurs
- Genre : Comédie dramatique
- Date de sortie : 1962

## Distribution
- Tania Béryl : Myra et Arym Shumway
- Robert Manuel : Commissaire Clancy
- Harold Kay : Milan
- René Lefèvre : Doc
- Jess Hahn : Sam
- Noël Roquevert : Léopold Shumway
- Maurice Teynac
- Olivier Mathot
- Jacques Seiler